# Hegoalde

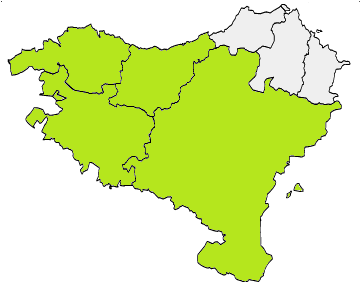
Hegoalde (en verd)

País Basc del Sud, País Basc peninsular o País Èuscar del Sud (en basc Hegoalde o Hego Euskal Herria) són alguns dels diferents noms per a referir-se a aquells territoris del País Basc sota administració espanyola, en contraposició a aquells sota administració francesa (Iparralde).
Hegoalde es troba al sud del Bidasoa, riu que separa Guipúscoa i Lapurdi. El constitueixen els territoris històrics d'Àlaba, Biscaia, Guipúscoa i Navarra que administrativament conformen la Comunitat autònoma del País Basc i la Comunitat Foral de Navarra.